# 神鵰俠侶 (1976年電視劇)
《神雕俠侶》（英語：The Return of the Condor Heroes），是香港佳藝電視根據金庸所著的武俠小說《神雕俠侶》改編而拍攝的古裝武俠电视劇；1976年在佳藝電視首播，該劇由羅樂林、李通明、白彪和米雪領銜主演。因製作該劇的佳藝電視已經倒閉，目前該劇的版權由無綫電視所有。
全劇59共集、監製為蕭笙。主题曲由關正傑、韋秀嫺和麥韻演唱。

## 劇情
南宋年間，內憂外患，武林上互相仇殺。
郭靖（白標飾）與黃蓉（米雪飾）一家卻在桃花島上過著寧靜的生活。及後，為了尋訪黃藥師（唐龍飾）而重返中原，巧遇楊康之子楊過（羅樂林飾），郭靖見他年幼乏人照顧，把他帶回桃花島撫養。後因楊過個性頑劣，郭靖決定送他到重陽宮拜師學武。楊過個性倔強，常常觸怒師父，為避禍而闖入後山禁地，被孫婆婆救入古墓，還得古墓主人小龍女（李通明飾）收他為徒，授以古墓派絕學，並與小龍女研習玉女心經，彼此心意相連，更互生情愫，可是這段師徒之戀為世俗所不容，更因迭生變故而被迫分離……

## 演員

### 主要演員
| 演員   | 角色   |
| 羅樂林 | 楊 過  |
| 李通明 | 小龙女 |
| 白 彪  | 郭 靖  |
| 米 雪  | 黃 蓉  |

### 全真派
| 演員   | 角色   |
| 鮑漢琳 | 王重陽 |
| 秦 煌  | 周伯通 |
| 麥天恩 | 丘處機 |
| 巴 山  | 王處一 |
| 劉 江  | 郝大通 |
| -      | 孫不二 |
| 陳耀林 | 尹志平 |
| 曾 江  | 趙志敬 |
| -      | 李志常 |
| -      | 申志凡 |
| -      | 鹿清篤 |
| -      | 王志坦 |
| -      | 姬清虛 |
| -      | 皮清玄 |

### 古墓派
| 演員   | 角色   |
| 丁 櫻  | 林朝英 |
| 張敏婷 | 李莫愁 |
| 韓國材 | 孫婆婆 |
| 江可欣 | 洪凌波 |

### 桃花島
| 演員   | 角色   |
| 陳惠敏 | 黃藥師 |
| 胡茵茵 | 程 英  |
| -      | 曲傻姑 |
| 楊鶴年 | 馮默風 |

### 大理
| 演員   | 角色          |
| 楊金陵 | 一燈大師      |
| 黃國良 | 慈恩 (裘千仞) |
| 秦沛   | 武三通        |
| 張靜宜 | 武三娘        |
| 程思俊 | 武修文        |
| 王錫光 | 武敦儒        |
| -      | 朱子柳        |
| -      | 點蒼漁隱      |
| -      | 劉 瑛         |
| 凌 漢  | 天竺神僧      |

### 丐幫
| 演員   | 角色   |
| 陳飛龍 | 洪七公 |
| -      | 魯有腳 |
| -      | 彭長老 |
| -      | 梁長老 |

### 絕情谷
| 演員   | 角色          |
| 曹達華 | 公孫止        |
| 韓國材 | 裘千尺        |
| 魏秋樺 | 裘千尺 (少女) |
| 鄭裕玲 | 公孫綠萼      |
| 唐 迪  | 樊一翁        |

### 蒙古
| 演員   | 角色     |
| 鄭 雷  | 金輪法王 |
| 張 力  | 霍都     |
| 吳明才 | 達爾巴   |
| 何少雄 | 尹克西   |
| 陳志良 | 瀟湘子   |
| 李銓勝 | 馬光佐   |
| 湯錦棠 | 尼摩星   |
| 鍾志强 | 忽必烈   |
| -      | 蒙 哥    |

### 郭家
| 演員   | 角色   |
| 溫 泉  | 柯鎮惡 |
| 林巧兒 | 郭 芙  |
| 林欣欣 | 郭 襄  |
| -      | 郭破虜 |

### 嘉興陸家
| 演員   | 角色   |
| 田青   | 陸立鼎 |
| 馮淬帆 | 陸展元 |
| 魏秋樺 | 何沅君 |
| 覃恩美 | 陸無雙 |

### 其他演員
| 演員   | 角色         |
| 徐家霖 | 楊 過 (童年) |
| -      | 穆念慈       |
| 楊澤霖 | 歐陽鋒       |
| 梁小龍 | 耶律齊       |
| 陳玉薇 | 耶律燕       |
| 黎詩敏 | 完顏萍       |
| 方 傑  | 耶律楚材     |
| 黃文慧 | 陸大娘       |
| 張鴻昌 | 陸冠英       |
| -      | 呂文德       |
| -      | 百草仙       |
| -      | 人廚子       |
| -      | 藍天和       |
| -      | 何師我       |

## 影響
1976年，《射鵰英雄傳》的成功让佳艺电视台尝到甜头，但無線電視也受到教訓。其後，在黃霑的穿針引線之下，無線與此劇原著作家金庸購買了版權，因剛剛拍完《梁天來》、《清宮殘夢》等清朝電視劇需要解決大量的清朝服裝，而選擇了《書劍恩仇錄》拍攝。不久，佳藝電視又再接再厉，安排罗乐林和李通明主演了《神鵰侠侣》。
也就有了个非常有意思的名字——《神雕与射雕》。過後，佳藝電視並沒有再拍攝《射雕三部曲》剩下的《倚天屠龍記》而是拍攝《鹿鼎記》、《雪山飛狐》等武俠劇。